# Jacob Toppin
Jacob Toppin (Brooklyn, 8 maggio 2000) è un cestista statunitense, professionista nella NBA con i New York Knicks.

## Biografia
È il fratello minore del cestista Obi Toppin.

## Carriera
Dopo aver trascorso la carriera universitaria tra i Rhode Island Rams e i Kentucky Wildcats, nel 2023 si dichiara per il Draft NBA, non venendo tuttavia scelto; il 21 ottobre 2023 viene firmato con un two-way contract dai New York Knicks.

## Statistiche

### College
| Anno      | Squadra           | PG  | PT | MP   | TC%  | 3P%  | TL%  | RP  | AP  | PRP | SP  | PP   |
| --------- | ----------------- | --- | -- | ---- | ---- | ---- | ---- | --- | --- | --- | --- | ---- |
| 2019-2020 | R. Island Rams    | 30  | 3  | 18,5 | 42,6 | 24,5 | 64,4 | 3,9 | 0,5 | 0,4 | 0,4 | 5,1  |
| 2020-2021 | Kentucky Wildcats | 24  | 2  | 17,1 | 44,4 | 30,8 | 78,0 | 3,5 | 0,7 | 0,5 | 0,3 | 5,2  |
| 2021-2022 | Kentucky Wildcats | 29  | 4  | 17,7 | 55,6 | 40,0 | 74,5 | 3,2 | 1,1 | 0,3 | 0,6 | 6,2  |
| 2022-2023 | Kentucky Wildcats | 33  | 31 | 31,4 | 46,3 | 30,5 | 66,4 | 6,8 | 2,2 | 0,5 | 0,5 | 12,4 |
| Carriera  | Carriera          | 116 | 40 | 21,7 | 47,1 | 28,9 | 69,5 | 4,5 | 1,2 | 0,4 | 0,4 | 7,4  |

### NBA

#### Regular Season
| Anno      | Squadra     | PG | PT | MP  | TC%  | 3P%  | TL% | RP  | AP  | PRP | SP  | PP  |
| --------- | ----------- | -- | -- | --- | ---- | ---- | --- | --- | --- | --- | --- | --- |
| 2023-2024 | N.Y. Knicks | 9  | 0  | 4,2 | 55,6 | 25,0 | 100 | 0,8 | 0,3 | 0,0 | 0,1 | 1,4 |
| Carriera  | Carriera    | 9  | 0  | 4,2 | 55,6 | 25,0 | 100 | 0,8 | 0,3 | 0,0 | 0,1 | 1,4 |

### G League
| Anno      | Squadra        | PG | PT | MP   | TC%  | 3P%  | TL%  | RP  | AP  | PRP | SP  | PP   |
| --------- | -------------- | -- | -- | ---- | ---- | ---- | ---- | --- | --- | --- | --- | ---- |
| 2023-2024 | Westch. Knicks | 42 | 41 | 35,1 | 45,5 | 32,3 | 78,1 | 7,9 | 2,6 | 1,1 | 1,0 | 17,8 |
| Carriera  | Carriera       | 42 | 41 | 35,1 | 45,5 | 32,3 | 78,1 | 7,9 | 2,6 | 1,1 | 1,0 | 17,8 |